# Jeanne-Marie Darré
Jeanne-Marie Darré, née le 30 juillet 1905 à Givet (Ardennes) et morte le 26 janvier 1999 au Port-Marly (Yvelines), est une pianiste classique française, connue surtout pour ses interprétations lyriques et élégantes des œuvres solo de Frédéric Chopin, de Franz Liszt, et des concertos de Camille Saint-Saëns. Elle a reçu la Légion d'honneur et est Chevalier des Arts et des Lettres.

## Biographie
Jeanne-Marie Darré naît en 1905 à Givet en France. Elle étudie au Conservatoire de Paris avec Isidor Philipp et Marguerite Long, et a travaillé avec Gabriel Fauré, Camille Saint-Saëns, et Maurice Ravel.
Elle donne son premier concert à l'âge de 14 ans et fait ses premiers enregistrements à 16 ans. À 21 ans, elle a joué tous les cinq concertos pour piano de Camille Saint-Saëns en un seul concert avec l'Orchestre Lamoureux sous la direction de Paul Paray. Elle poursuit sa carrière principalement en Europe, mais donne aussi des concerts dans le monde entier, et en particulier aux États-Unis en février 1962 à Carnegie Hall avec l'Orchestre symphonique de Boston placé sous la direction de Charles Munch.
Jeanne-Marie Darré enseignera entre 1958 et 1975 au Conservatoire de Paris. Pendant de nombreux étés, Darré a enseigné une master-class très populaire à Nice.
Elle se retire de la vie de concert dans les années 1980, et meurt le 26 janvier 1999 au Port-Marly. Elle repose dans le cimetière Sud de Saint-Mandé, dépendant de la commune mais situé dans le 12e arrondissement de Paris.

## Discographie sélective
- Camille Saint-Saëns, les 5 concertos pour piano et orchestre, Orchestre de la Radiodiffusion Française, dir. Louis Fourestier. 1955 1957 report CD Emi classics 1996.